# Кемп, Брайан
Брайан Портер Кемп (англ. Brian Porter Kemp; род. 2 ноября 1963, Атенс, Джорджия) — американский политик, член Республиканской партии. Секретарь штата Джорджия с 2010 по 2018 год. Губернатор Джорджии с 2019 года.

## Биография
Окончил Университет Джорджии.
Сенатор штата Джорджия с 2003 по 2007 год.